# Philip Vian
Philip Louis Vian (Londra, 15 giugno 1894 – Ashford Hill, 27 maggio 1968) è stato un ammiraglio britannico.
Si specializzò in artiglieria navale a partire dalla fine della prima guerra mondiale, ricevendo riconoscimenti in questo campo. Nei primi anni 1930 ebbe il comando di varie flottiglie di cacciatorpediniere, continuando in questo ruolo anche dopo lo scoppio della seconda guerra mondiale; all'inizio del 1940 riuscì a liberare dei marinai britannici tenuti prigionieri dalla nave appoggio tedesca Altmark a Jøssingfjord, nella ancora neutrale Norvegia, e più avanti nel corso della guerra la sua flottiglia di cacciatorpediniere ebbe un ruolo importante nell'ultima fase della caccia alla Bismarck.
Per la maggior parte del conflitto servì nel Mar Mediterraneo, dove comandò uno squadrone di incrociatori con compiti di scorta a fondamentali convogli di rifornimento diretti a Malta e successivamente in appoggio allo sbarco in Sicilia e alla successiva conquista dell'Italia. Sul finire della guerra comandò la forza aerea della British Pacific Fleet, raccogliendo diversi successi in azioni contro i giapponesi a Sumatra e nell'oceano Pacifico occidentale.
Nel dopoguerra servì in patria come Quinto lord del mare e comandante in capo della Home Fleet. Andò in pensione nel 1952 con il grado di ammiraglio della flotta.

## Biografia

### Primi anni
Nato a Londra il 15 giugno 1894, Vian entrò nel maggio 1907 al Royal Naval College di Osborne House, conseguendo nel 1911 il grado di allievo ufficiale della Royal Navy e proseguendo quindi i suoi studi al Britannia Royal Naval College di Dartmouth. Promosso Midshipman nel gennaio 1912, fu assegnato all'equipaggio della vecchia pre-dreadnought HMS Lord Nelson; dopo lo scoppio della prima guerra mondiale, nell'ottobre 1914 passò a bordo dell'incrociatore HMS Argonaut e poi, nel settembre 1915, del cacciatorpediniere HMS Morning Star con cui prese parte alla battaglia dello Jutland. Promosso tenente nel luglio 1916, Vian concluse il conflitto studiando per specializzarsi in artiglieria navale alla scuola di artiglieria di Portsmouth.
Nel corso del periodo interbellico Vian servì come ufficiale di artiglieria a bordo di svariate navi da battaglia e incrociatori nelle acque dell'oceano Atlantico, del mar Mediterraneo e della Cina, ottenendo una promozione a tenente comandante nel febbraio 1924 e a comandante nel giugno 1929. Nei primi anni 1930 svolse incarichi a terra presso l'Ammiragliato a Londra, ma nel marzo 1933 ottenne il suo primo comando, quello della 3rd Destroyer Flotilla in forza alla Mediterranean Fleet, alzando la sua insegna sul cacciatorpediniere HMS Active; nel dicembre 1934 ottenne una promozione a capitano, passando quindi a comandare, con insegna sul cacciatorpediniere HMS Douglas, la 19th Destroyer Flotilla nel Mediterraneo durante il periodo di tensione diplomatica tra Regno Unito e Regno d'Italia conseguente lo scoppio della guerra d'Etiopia. Rientrato in patria, tra la fine del 1936 e l'inizio del 1937 studiò al Royal Naval College di Greenwich per poi assumere, nel marzo 1937, il ruolo di capitano di bandiera dell'incrociatore HMS Arethusa, nave ammiraglia del 3rd Cruiser Squadron dislocato nel Mediterraneo.

### La seconda guerra mondiale

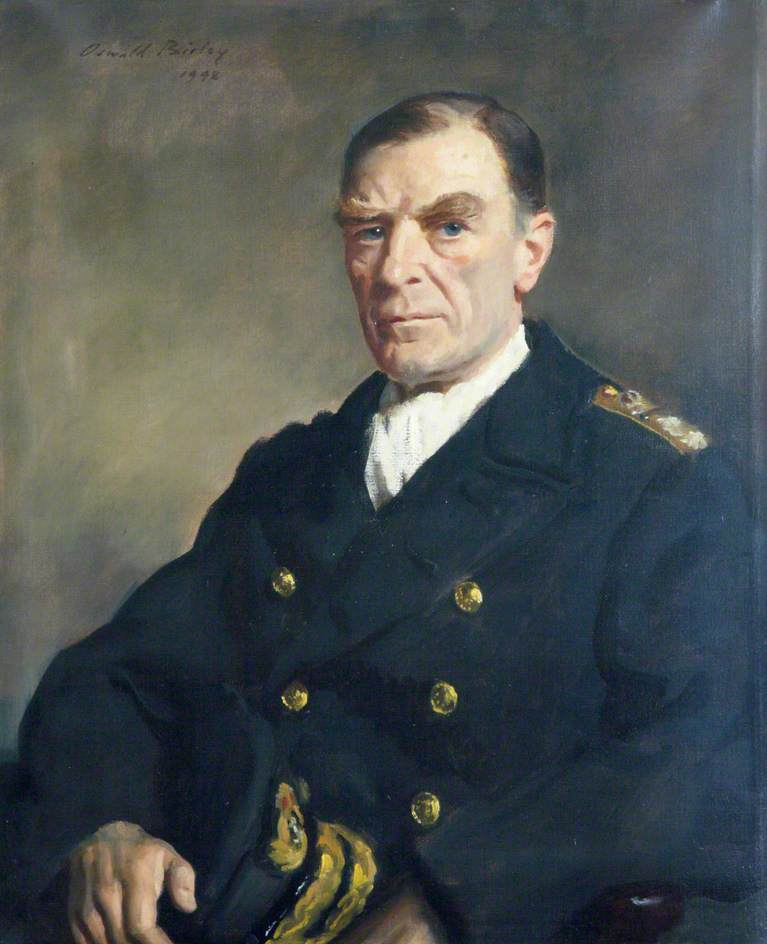
Ritratto di Philip Vian del 1948, opera del pittore Oswald Birley

Allo scoppio della seconda guerra mondiale nel settembre 1939, Vian era da poco più di un mese ufficiale comandante dell'11th Destroyer Flotilla di base a Plymouth, con insegna sul cacciatorpediniere HMS Mackay. Dal gennaio 1940 Vian passò al comando della 4th Destroyer Flotilla della Home Fleet, alternando la sua insegna tra il cacciatorpediniere HMS Afridi e il gemello HMS Cossack. Il 16 febbraio 1940, al comando del Cossack, Vian si rese protagonista del cosiddetto "incidente dell'Altmark": la flottiglia di Vian fu inviata a bloccare l'imboccatura del fiordo di Jøssingfjord, nell'allora neutrale Norvegia, dopo che la ricognizione vi aveva segnalato la presenza della petroliera tedesca Altmark, reduce dalle missioni di rifornimento della corazzata Admiral Graf Spee in Atlantico e diretta in Germania. Informato della presenza a bordo della Altmark di circa 300 prigionieri britannici catturati dalla Graf Spee in Atlantico, con l'approvazione dell'allora Primo lord dell'ammiragliato Winston Churchill Vian fece entrare il Cossack nelle acque territoriali norvegesi, abbordò la petroliera e liberò i prigionieri riportandoli poi nel Regno Unito. Per questa azione Vian fu insignito dell'onorificenza del Distinguished Service Order.
Sempre al comando della 4th Destroyer Flotilla, Vian prese quindi parte agli scontri della campagna di Norvegia dell'aprile-giugno 1940, ottenendo una menzione nei dispacci per il suo ruolo durante le operazioni di evacuazione dei reparti alleati al termine della campagna di Namsos. Prese poi parte alle operazioni belliche nell'oceano Atlantico, partecipando nel maggio 1941 alla caccia e affondamento della nave da battaglia tedesca Bismarck azione per la quale ottenne un secondo Distinguished Service Order. Promosso retroammiraglio nel luglio 1941, Vian passò al comando dell'incrociatore HMS Nigeria da bordo del quale diresse, nell'agosto seguente, un'incursione di forze britanniche a Spitsbergen nell'arcipelago delle Svalbard (operazione Gauntlet). Nell'ottobre 1941 invece tornò nel Mediterraneo, assumendo il comando del 15th Cruiser Squadron dislocato ad Alessandria d'Egitto e alzando la sua insegna sull'incrociatore HMS Naiad e poi, dopo l'affondamento di questo nel marzo 1942 da parte di un sommergibile tedesco, sul pari tipo HMS Cleopatra. Nel Mediterraneo Vian prese parte a svariate azioni connesse alle operazioni di rifornimento dell'assediata isola di Malta, come la prima battaglia della Sirte (17 dicembre 1941), la seconda battaglia della Sirte (22 marzo 1942) e la battaglia di mezzo giugno (12-16 giugno 1942). Per le sue azioni nel Mediterraneo Vian ottenne l'onorificenza di Cavaliere commendatore dell'Ordine dell'Impero Britannico e una nuova menzione nei dispacci, ma nell'ottobre 1942 dovette rientrare in patria e rimanere per diversi mesi senza assegnazioni a causa delle sue cattive condizioni di salute.

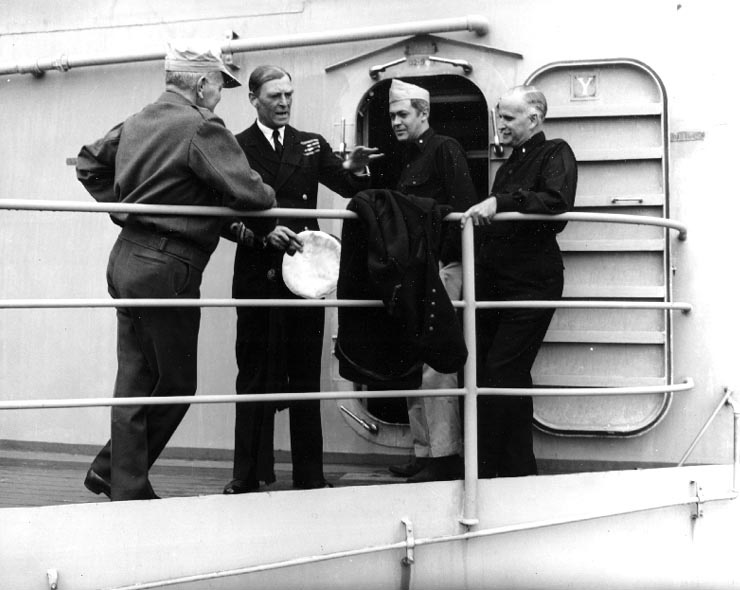
Vian (secondo da sinistra) a colloquio con ufficiali statunitensi a bordo della durante le operazioni nel Pacifico nel 1945

Dopo alcune assegnazioni di stato maggiore a terra in patria, Vian tornò a un incarico operativo in mare nel luglio 1943 partecipando agli sbarchi anfibi dell'operazione Husky in Sicilia da bordo della nave comando forza anfibia HMS Hillary; nel settembre seguente assunse invece il comando della Force V, una formazione di portaerei di scorta britanniche incaricata di appoggiare le operazioni anfibie alleate a Salerno (operazione Avalanche). Per entrambe queste azioni Vian ottenne una menzione nei dispacci. Nel novembre 1943 Vian fece ritorno in patria, venendo assegnato al dispositivo alleato assemblato in vista della progettata invasione anfibia del nord della Francia (operazione Overlord); nel corso dello sbarco in Normandia del 6 giugno 1944 e poi fino al 30 giugno seguente Vian comandò quindi la task force orientale della flotta d'invasione alleata, e per le sue azioni durante l'operazione ottenne l'onorificenza di Cavaliere commendatore dell'Ordine del Bagno.
Dopo un periodo a terra senza incarichi di rilievo, nel novembre 1944 Vian fu nominato comandante in capo della squadra di portaerei della costituenda British Pacific Fleet, inviata a prendere parte alle operazioni contro l'Impero giapponese nel teatro bellico dell'oceano Pacifico. Con insegna sulla portaerei HMS Formidable, Vian diresse varie incursioni aeronavali contro le installazioni petrolifere giapponesi a Sumatra, ottenendo un'altra menzione nei dispacci per la sua condotta dell'operazione Meridian nel gennaio 1945; tra aprile e giugno 1945 Vian guidò invece le portaerei britanniche durante gli scontri aeronavali della battaglia di Okinawa, ottenendo una promozione a viceammiraglio nel maggio 1945.

### Il dopoguerra
Dopo la conclusione del conflitto nel settembre 1945 Vian continuò a servire con la flotta britannica nel Pacifico, ricoprendo il ruolo di vice comandante della British Pacific Fleet. Rientrato in patria, nel settembre 1946 divenne membro del Board of Admiralty (massimo organo di comando militare della Royal Navy) con la carica di Quinto lord del mare (comandante in capo dell'aviazione navale britannica). Promosso ammiraglio nel settembre 1948, il suo ultimo incarico fu, dal gennaio 1950, quello di comandante in capo della Home Fleet.
Vian si ritirò dal servizio attivo il 1º giugno 1952, dopo un'ultima promozione al grado di ammiraglio della flotta e l'assegnazione dell'onorificenza di Cavaliere di gran croce dell'Ordine del Bagno. Dopo il congedo fu direttore della Midland Bank e della North British and Mercantile Insurance, pubblicando nel 1960 un libro di memorie personali con il titolo di Action this day. Vian morì quindi il 27 maggio 1968 all'età di 73 anni nella sua casa di Ashford Hill nello Hampshire.